# Steiger (Feuerwehr)

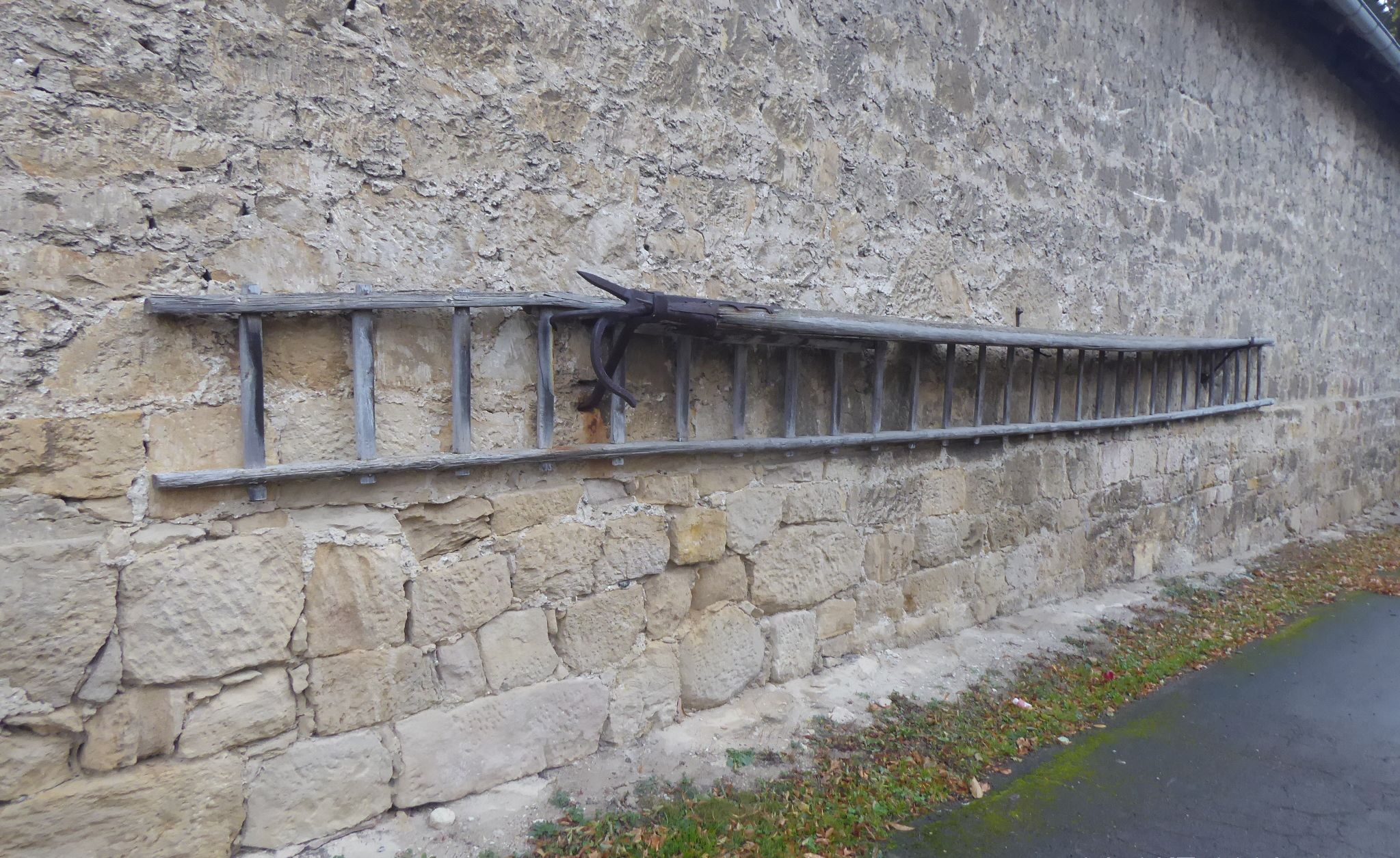
Feuerhaken und Feuerleiter

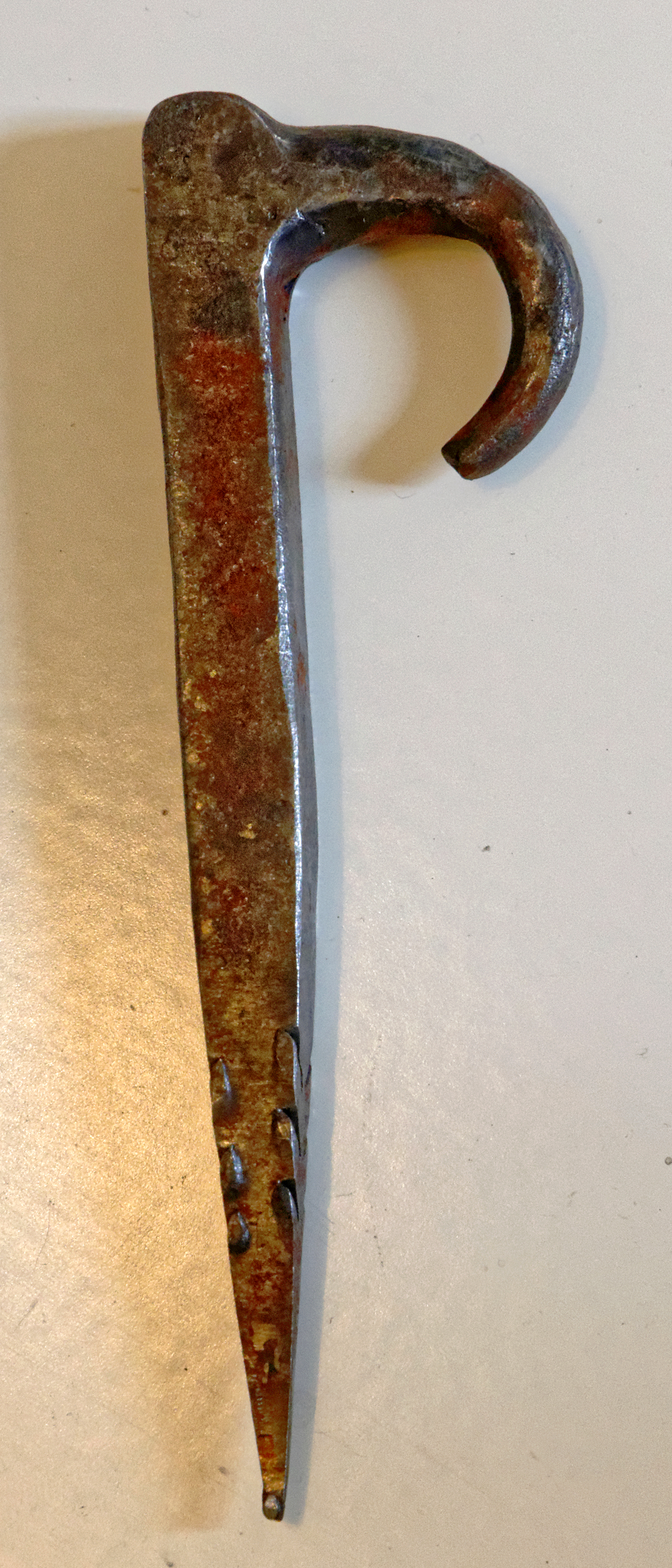
Notnagel aus dem Feuerwehrmuseum Schloss Waldmannshofen

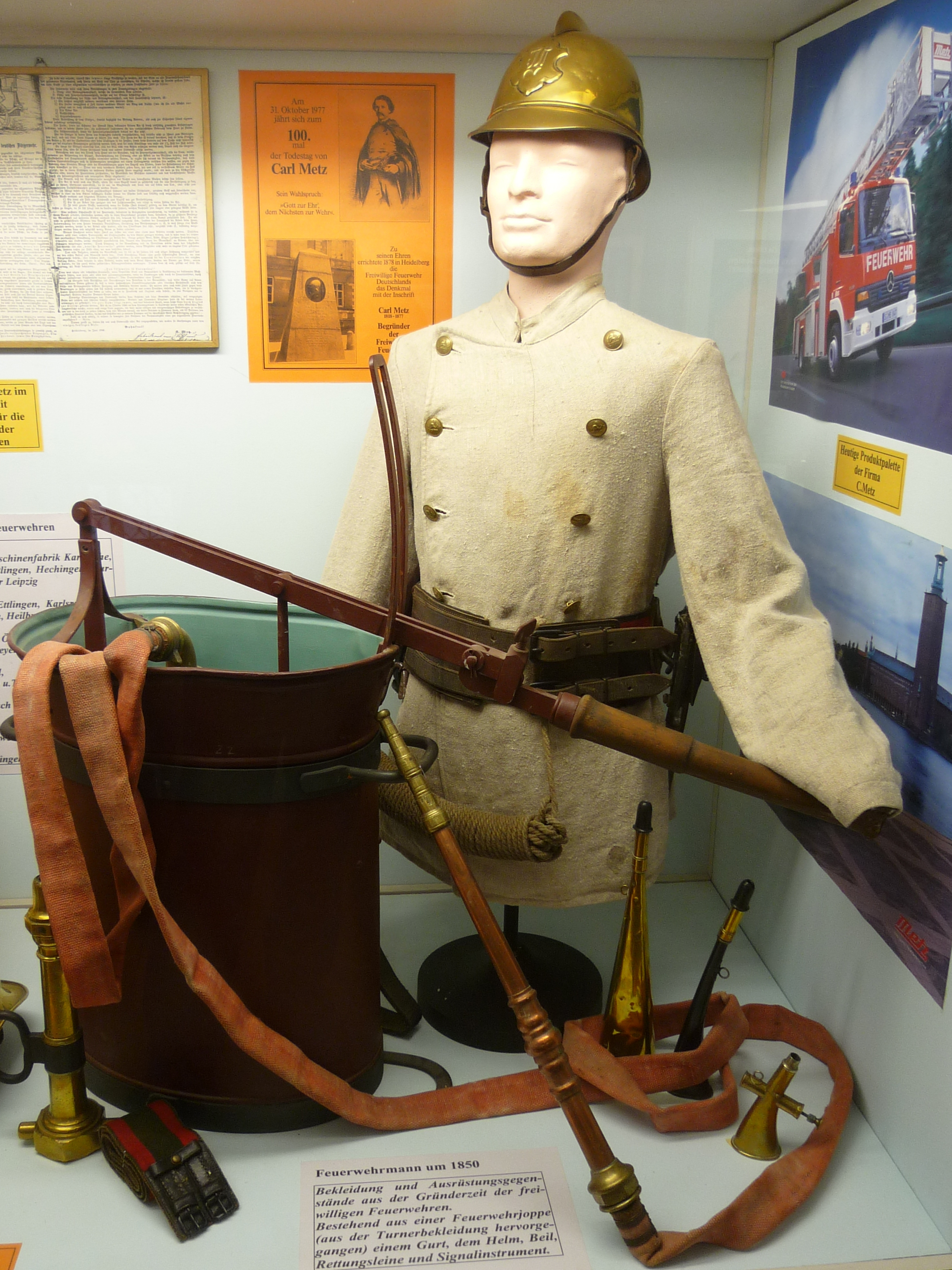
Ausrüstung eines Feuerwehrmanns um 1850 mit Feuerwehrjoppe, Gurt, Helm, Beil, Rettungsleine und Signalinstrument (Feuerwehrmuseum Salem)

Steiger ist eine historische Bezeichnung für Mitglieder von Feuerwehren. Die Aufgabe der Steiger war die unmittelbare Brandbekämpfung sowie die Bergung von Personen und Gegenständen aus brennenden Objekten.
Die Brandbekämpfung, Personenrettung und Rettung von Sachwerten erfolgte durch das Besteigen von Gebäuden und deren Dächern, bei Bedarf über Leitern. Die Aufgabe der Steiger galt als die gefährlichste beim Feuerlöscheinsatz. Im heutigen Sprachgebrauch kommt bei den modernen Feuerwehren der „Angriffstrupp“ den Steigern wohl am nächsten.

## Voraussetzungen
Es wurden dazu vor allem junge, kräftige, gewandte und besonnene Männer eingesetzt. Bevorzugt auch Männer, die es gewohnt waren, auf Leitern (Steigerleitern) zu steigen oder auf Dächern sich zu bewegen, wie z. B. Dachdecker, Zimmerer, Kaminkehrer etc. oder Mitglieder örtlicher Turnvereine.

## Reihenfolge der Rettung bzw. Bergung
Die Reihenfolge der Rettung bzw. Bergung war vorgegeben. Zuerst Personen, dann Rettung von Vieh, Wertgegenstände und dann wenn möglich Mobiliar etc.

## Ausrüstung
Ausrüstung der Steiger bestand im Idealfall aus: seiner Uniform, einem Helm, Hanfgurt, Schlauchhalter, Beil, Karabiner und Ring, Leine, Rettungsnagel, Signalpfeife und bei Bedarf eine Laterne, teilweise auch ein Mundschwamm als Vorläufer der Atemschutzmaske.

## Dienstgrad
Je nach Feuerwehr und Verwendung gab es innerhalb einer Steigergruppe (auch: Steigerrotte) z. B. die Steiger und einen oder mehrere Obersteiger bzw. Obersteiger-Stellvertreter sowie den Rottenführer bzw. Rottenführer-Stellvertreter. Unter Umständen gab es noch einen oder mehrere Rottenmeister, alle unterstanden in der Regel dem Hauptmann (auch: Feuerwehrmeister) bzw. dessen Stellvertreter.

## Ausbildung und Übungen
Für die Ausbildung und Übungen der Steiger wurden auch spezielle Steigertürme bzw. Steigerwände erstellt, die auch als Schlauchtürme dienten. Teilweise wurde auch an bestehenden Objekten geübt, die vom Eigentümer zur Verfügung gestellt wurde.

## Hubsteiger bei Feuerwehren
Ein Hubsteiger / Hubarbeitsbühne / Arbeitsbühne, Teleskopmastbühne wird auch als Steiger bezeichnet. Diese maschinellen Hubrettungsgeräte bzw. Hebeeinrichtungen wurde bei Feuerwehren als Ergänzung zu den Drehleitern entwickelt und angeschafft. Es sind dies universell einsetzbare Hubrettungsgeräte. Durch den großen Korb und einer hohen seitlichen Ausladung kann mit einem solchen Hubrettungsgerät sehr flexibel und effizient bei der Bergung vorgegangen werden.